# Rozsdásarcú ágjáró
A rozsdásarcú ágjáró (Cranioleuca erythrops) a madarak (Aves) osztályának verébalakúak (Passeriformes) rendjébe és a fazekasmadár-félék (Furnariidae) családjába tartozó faj.

## Rendszerezése
A fajt Philip Lutley Sclater angol ornitológus írta le 1860-ban, a Synallaxis nembe Synallaxis erythrops néven.

## Alfajai
- Cranioleuca erythrops erythrops (P. L. Sclater, 1860)
- Cranioleuca erythrops griseigularis (Ridgway, 1909)
- Cranioleuca erythrops rufigenis (Lawrence, 1868)[2]

## Előfordulása
Costa Ricában és Panamában, valamint az Andok-hegységben, Ecuador, és Kolumbia területén honos. Természetes élőhelyei a szubtrópusi és trópusi síkvidéki és hegyi esőerdők. Állandó nem vonuló faj.

## Megjelenése
Testhossza 15 centiméter, testtömege 13-20 gramm.

## Életmódja
Ízeltlábúakkal táplálkozik.

## Szaporodása
|  |

## Természetvédelmi helyzete
Az elterjedési területe rendkívül nagy, egyedszáma pedig stabil. A Természetvédelmi Világszövetség Vörös listáján nem fenyegetett fajként szerepel.